# イルカの日
『イルカの日』（原題：The Day of the Dolphin）は、1973年制作のアメリカ合衆国のサスペンス・スリラー映画。マイク・ニコルズ監督。ロベール・メルル原作の小説の映画化。

## あらすじ
世界的に有名な海洋動物学者ジェイクは、妻のマギーと共にフロリダ沖の小島に造った研究施設で、イルカに簡単な言葉を覚えさせる研究を行なっていた。研究はみるみる成果を上げ、2頭のイルカは人間との会話が出来るまでになっていった。
しかし、財団がそんな彼等に目を付け、大統領暗殺計画にそのイルカを利用しようと企んでいた…。

## キャスト
| 役名                 | 俳優                           | 日本語吹替                                               | 日本語吹替                          |
| 役名                 | 俳優                           | NET版                                                    | LD版                                |
| -------------------- | ------------------------------ | -------------------------------------------------------- | ----------------------------------- |
| ジェイク・テレル     | ジョージ・C・スコット          | 加藤和夫                                                 | 大平透                              |
| マギー・テレル       | トリッシュ・ヴァン・ディヴァー | 平井道子                                                 | 武藤礼子                            |
| カーティス・マホニー | ポール・ソルヴィノ             | 中村俊一                                                 | 増岡弘                              |
| ウォリンフォード     | ジョン・デナー                 | 千葉順二                                                 |                                     |
| シュウィン           | セヴァン・ダーデン             | 藤本譲                                                   |                                     |
| ローム夫人           | エリザベス・ウィルソン         | 京田尚子                                                 |                                     |
| ダンヒル             | ウィリアム・ローリック         | 上田敏也                                                 |                                     |
| スミス夫人           | フィリス・デイヴィス           | 浅井淑子                                                 |                                     |
| デイヴィッド         | ジョン・コークス               | 堀勝之祐                                                 | 津嘉山正種                          |
| マイク               | エドワード・ハーマン           | 野島昭生                                                 |                                     |
| マリアンヌ           | レスリー・チャールソン         | 小谷野美智子                                             |                                     |
| ラナ                 | ヴィクトリア・ラシモ           | 芝田清子                                                 |                                     |
| ラリー               | ジョン・デヴィッド・カーソン   | 石丸博也                                                 |                                     |
| ストーン             | ウィリー・マイヤーズ           | 上田敏也                                                 |                                     |
| ハロルド・デマイロ   | フリッツ・ウィーヴァー         | 家弓家正                                                 | 家弓家正                            |
| 以下はノンクレジット |                                |                                                          |                                     |
| ベータ               | ジンジャー                     | 肝付兼太                                                 |                                     |
| アルファ             | ロバート・リディアード（声）   | 肝付兼太                                                 | 小宮山清                            |
| 不明 その他          | N/A                            |                                                          | 屋良有作 杉田俊也 大木民夫 榊原良子 |
| 日本語版スタッフ     |                                |                                                          |                                     |
| 演出                 | 演出                           | 山田悦司                                                 |                                     |
| 翻訳                 | 翻訳                           | 進藤光太                                                 | 平田勝茂                            |
| 効果                 | 効果                           | 赤塚不二夫 PAG                                           |                                     |
| 調整                 | 調整                           | 山田太平                                                 |                                     |
| 制作                 | 制作                           | ザック・プロモーション                                   | 東北新社                            |
| 解説                 | 解説                           | 淀川長治                                                 | N/A                                 |
| 初回放送             | 初回放送                       | 1976年10月17日 『日曜洋画劇場』 21:00-22:56 正味94分36秒 |                                     |